# الجامع الكبير بالمنستير
الجامع الكبير بالمنستير هو مسجد تونسي في المنستير.

## مظهر

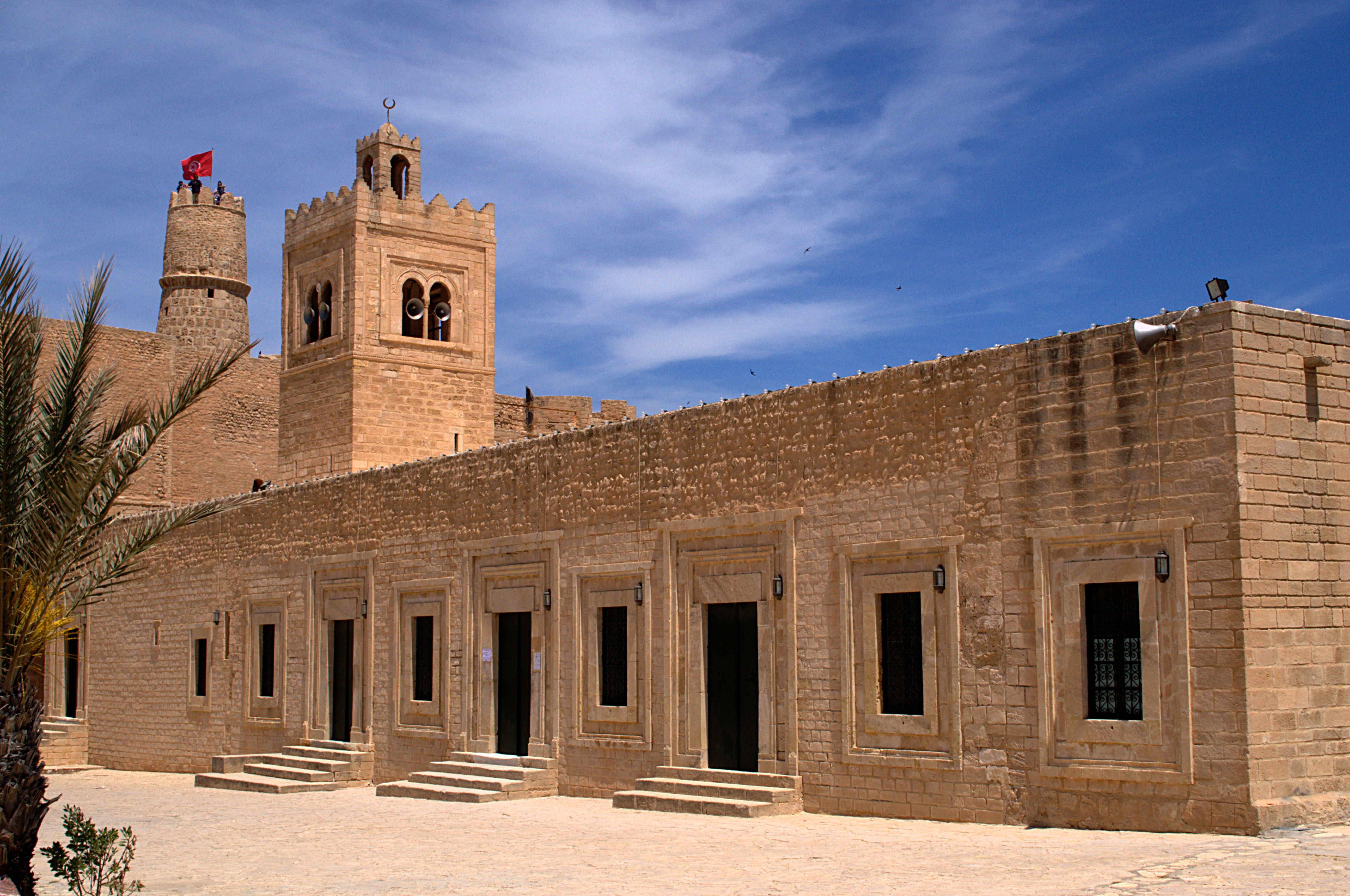
صورة لواحدة من واجهات الجامع الكبير في المنستير

يقع المسجد في ضواحي المدينة يطل على البحر، بالقرب من رباط المنستير ، ويتميز باعتدال الواجهات الخارجية العالية المبنيت من الحجر وتديرها إطارات الأبواب والنوافذ، وكذلك الأقواس التي تمتد على طول جانب واحد من المحراب 

## البناء

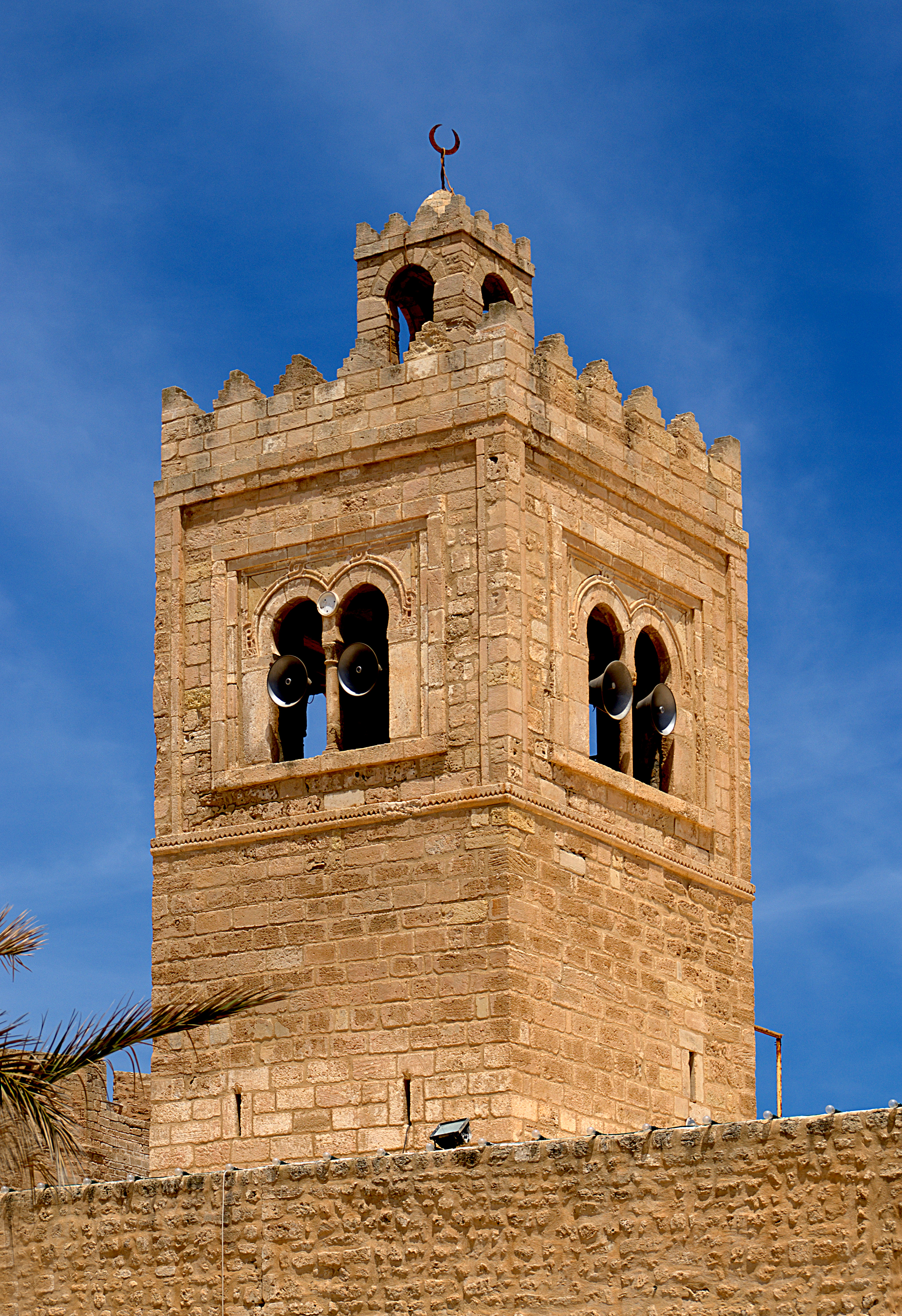
المئذنة

المسجد الحالي،  شهد توسعات وإضافات على مر القرون، يتضمن مصلى،